# Waawaate Fobister
Waawaate Fobister es un dramaturgo y actor canadiense, cuyo trabajo debut fue Agokwe, obra teatral con la que ganó seis premios Dora Mavor Moore, incluyendo, el premio a la mejor nueva obra teatral 2009. La pieza se estrenó en el teatro Buddies in Bad Times de Toronto en 2008, y se trata de una obra de teatro de temática gay, que explora la creciente atracción entre dos adolescentes aborígenes, uno, un bailarín tradicional de Ojibwe, y el otro, un jugador de hockey. Fobister interpretó a todos los personajes de la producción de Buddies, incluyendo a ambos adolescentes.
Un anishinaabe de la primera nación Grassy Narrows al norte de Kenora, Ontario, Fobister se identifica él mismo como gay o de dos espíritus. El título de la obra debut, Agokwe, según John Tanner en lengua ayaakwe, tradicionalmente significaba "sin genitales", pero en el uso moderno significa "dos espíritus" en el lengua anishinaabe.
En 2014, Fobister recibió el premio Bonham Center Youth del Centro Mark S. Bonham para estudios de diversidad sexual de la Universidad de Toronto, por sus contribuciones al avance y la educación en temas relacionados con la identidad sexual.
En 2016, una traducción al francés de Agokwe fue lanzada como pieza teatral por Olivier Sylvestre.